# Embraer EMB 121 Xingu
El Embraer EMB 121 Xingu es un avión de pasajeros turbohélice construido por la empresa 
brasileña Embraer. El diseño de este avión se basa en el EMB 110 Bandeirante, del que toma las alas y los motores, mientras que el fuselaje es de diseño completamente nuevo. El primer vuelo del EMB 121 tuvo lugar el 10 de octubre de 1976 y entró en servicio el 20 de mayo de 1977 tanto en actividades civiles como militares. 
Una versión modificada del EMB 121, el EMB 121B Xingu III, con motores más potentes (PT6A-42), más plazas y mayor capacidad de combustible fue presentada el 4 de septiembre de 1981.
Hasta el cese de la producción en agosto de 1987, Embraer fabricó 106 unidades del EMB 121, 51 de las cuales fueron destinadas a la exportación. El mayor operador es la Fuerza Aérea Francesa, con 43 aún en servicio.

## Variantes
- VU-9 - Versión para la Fuerza Aérea Brasileña.
- EMB 121A Xingu I
- EMB 121A1 Xingu II
- EMB 121B Xingu III

## Especificaciones (EMB-121 Xingu II)

### Características generales
- Tripulación: 2
- Capacidad: 8-9 pasajeros
- Longitud: 12,3 m (40 pies 3 pulgadas)
- Envergadura: 14,1 m (46 pies 2 pulgadas)
- Altura: 4,8 m (15 pies 10 pulgadas)
- Peso en vacío: 3620 kg (7960 lb)
- Peso cargado: 5670 kg (12500 lb)
- Peso máximo al despegue: 5670 kg (12500 lb)
- Motores: 2× turbohélices Pratt & Whitney Canada PT6 PT6A-135
- Potencia: 809 kW (750 shp), cada uno

### Prestaciones
- Velocidad máxima: 465 km/h (289 mph)
- Alcance: 2278 km (1415 millas)
- Techo de vuelo: 8535 m (28000 pies)
- Tasa de ascenso: 549 m/min (1800 pies/min)

## Operadores militares
- Brasil
- Francia

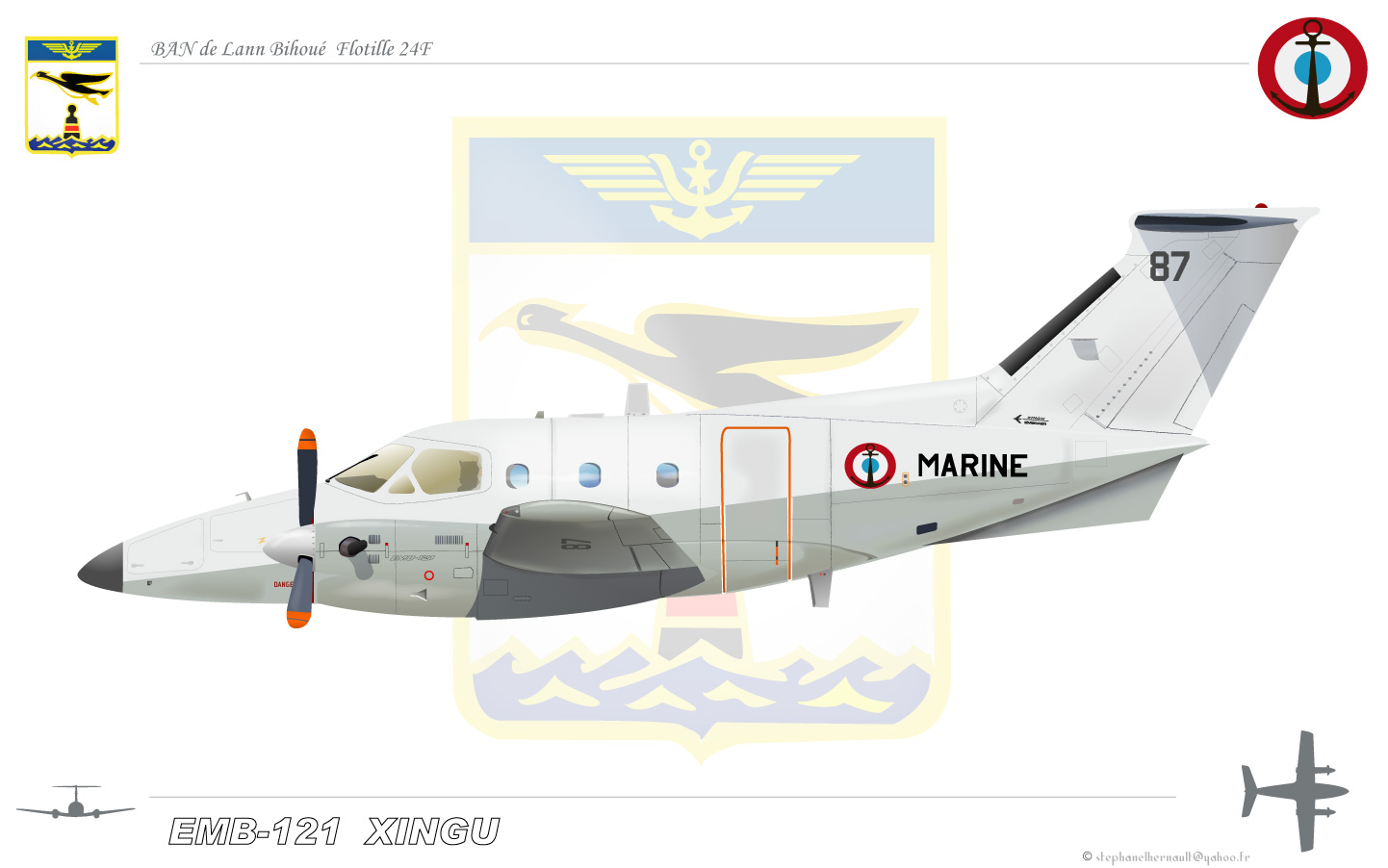
Embraer Xingu Flotille 24F
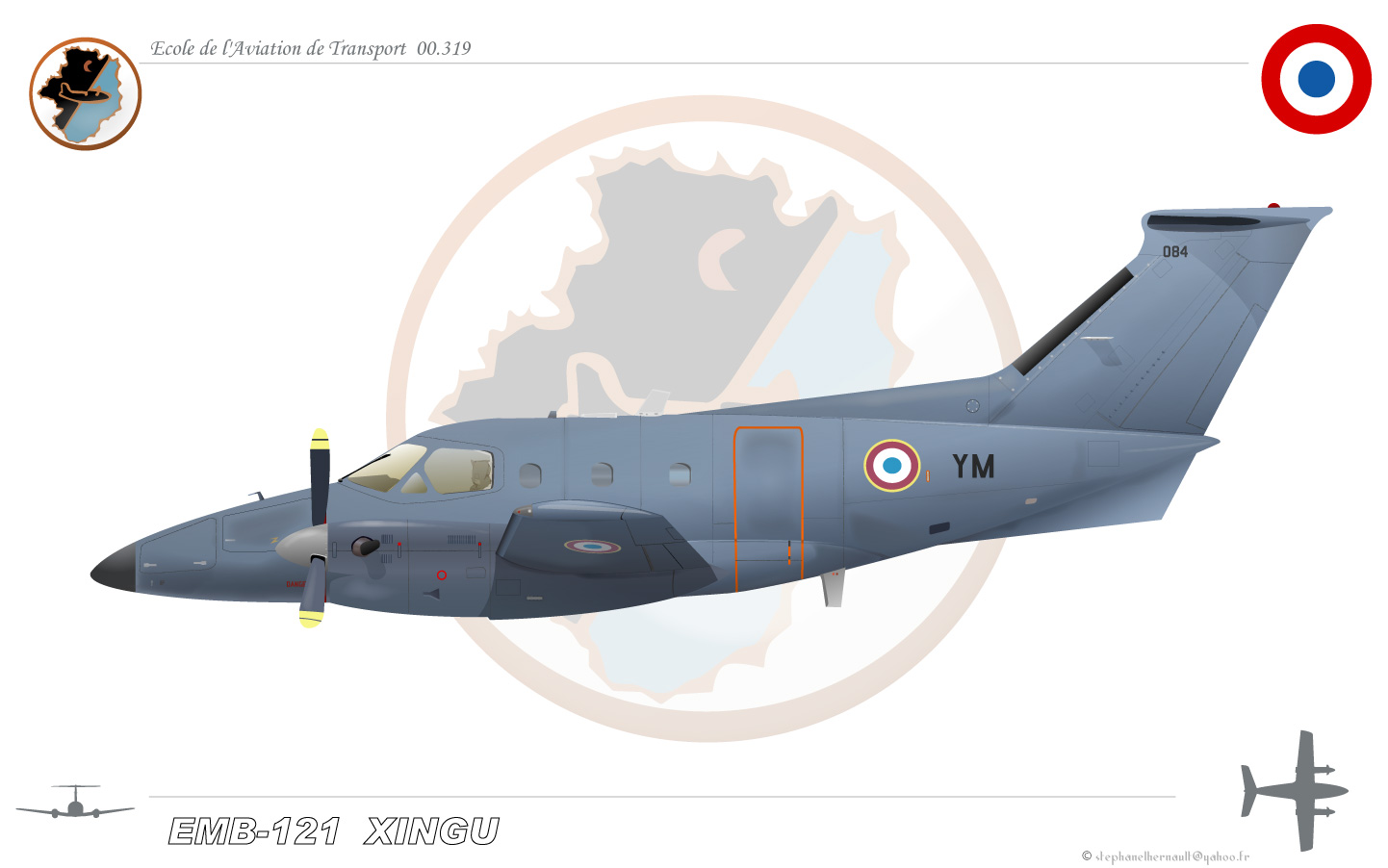
Embraer Xingu École de l'Aviation de Transport